# Антоний (Завгородний)
Архиепископ Анто́ний (в миру Алекса́ндр Миха́йлович Завгоро́дний; 12 сентября 1938, Кисловодск, Северо-Кавказский край, СССР — 4 декабря 1989, Ставрополь, РСФСР, СССР) — епископ Русской православной церкви, 23-й архиепископ Ставропольский и Бакинский.

## Биография
Родился 12 сентября 1938 года в городе Кисловодске Ставропольского края в семье служащих.
По окончании средней школы в 1956—1960 годах учился в Ставропольской духовной семинарии.
В 1960—1964 годах учился в Ленинградской духовной академии, которую окончил со степенью кандидата богословия за сочинение «Жизнь Карфагенской церкви по творениям епископа Киприана Карфагенского».
10 августа 1961 года был пострижен в монашество, а 13 августа того же года епископом Астраханским и Енотаевским Павлом (Голышевым) рукоположён во иеродиакона.
11 июня 1964 года митрополитом Ленинградским и Ладожским Никодимом рукоположён во иеромонаха и назначен и. о. настоятеля храма Тихвинской иконы Божией Матери в Тихвине.
30 августа того же года переведён в клир Николо-Богоявленского собора Ленинграда, а в феврале 1965 года назначен ключарем собора.
Активно участвовал во внешней деятельности Русской Православной Церкви. 30 марта 1967 года митрополитом Ленинградским Никодимом был возведён в сан архимандрита. 4 апреля того же года назначен начальником Русской духовной миссии в Иерусалиме.
17 марта 1970 года вновь переведён в клир Ленинградской епархии.
В составе делегаций Русской церкви посетил Антиохийскую, Румынскую, Болгарскую, Элладскую церкви, неоднократно — Святую Гору Афон; был членом делегации Русской Православной Церкви на IV Генеральной ассамблее ВСЦ (Уппсала, Швеция, 1968).

## Архиерей
3 августа 1975 года в Свято-Троицком соборе Александро-Невской Лавры был хиротонисан во епископа Ставропольского и Бакинского. Хиротонию совершали митрополиты Ленинградский и Ладожский Никодим (Ротов), Тульский и Белёвский Ювеналий (Поярков), архиепископ Минский и Белорусский Антоний (Мельников) и епископы Новосибирский Гедеон (Докукин), Курский Хризостом (Мартишкин), Уфимский Ириней (Середний).
2 сентября 1987 года был возведён в сан архиепископа.
С момента его назначения на Ставропольскую кафедру началось активное строительство храмов и молитвенных зданий в епархии, подготовка священнослужителей. В апреле 1989 года стараниями владыки, на месте упразднённой Ставропольской духовной семинарии, было открыто Ставропольское духовное училище, которое он планировал преобразовать в семинарию, но не успел.

## Кончина
Скончался 4 декабря 1989 года в Ставрополе, на 52-м году жизни, после тяжелой непродолжительной болезни. Отпевание было совершено в Андреевском кафедральном соборе Ставрополя. По завещанию погребён в склепе рядом с собором. После владыки Антония на кафедру взошёл митрополит Гедеон (Докукин).